# Cartesius (miniserie televisiva)
Cartesius è una miniserie televisiva in due parti del 1974 diretta da Roberto Rossellini. La pellicola è nota anche con il titolo Cartesio e narra la vita del filosofo e matematico francese René Descartes (Cartesio in italiano, Cartesius in latino).

## Trama

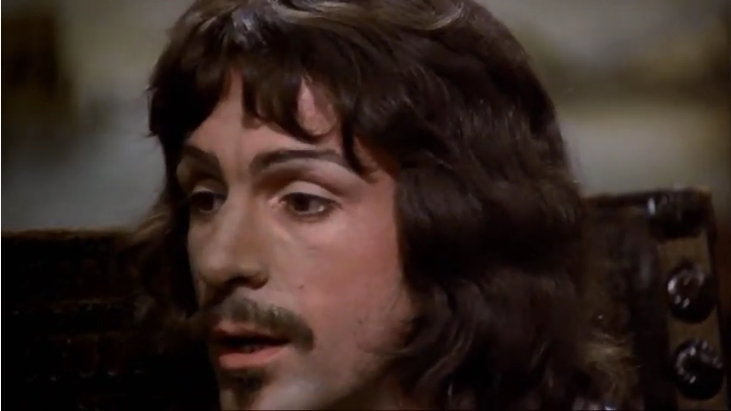
Ugo Cardea interpreta Descartes

Nel primo trentennio del 1600, in Francia il giovane studioso Descartes, compie ricerche sulla geometria analitica, basandosi inizialmente sulle teorie degli antichi greci come Aristotele ed Euclide. Dopo aver approfondito maggiormente gli studi si accorge che le teorie stabilite da quei pensatori sono ora del tutto infondate e prive di senso, giacché per fare nuove scoperte il progresso necessita di nuove idee e formule matematiche. Così Descartes, dopo aver tentato inutilmente in un viaggio in Italia di far comprendere ai preti e ai suoi interlocutori l'efficienza del copernicanesimo, è costretto ad andare altrove. Infatti, essendo il periodo della Controriforma cattolica con cui si scontrò e perse anche Galileo Galilei, anche Descartes si trova in un primo momento in pericolo e torna in Francia dove vi è tolleranza e fiducia nelle giovani menti rivoluzionarie.
Dopo questa esperienza, Descartes si rende conto anche dell'importanza di Dio riguardo all'origine di tutto ciò che conosciamo. Così egli unisce nelle sue opere matematica, geometria e religione, divenendo il primo grande scienziato rivoluzionario del periodo moderno. Infatti nel suo Discorso sul metodo parla del modo in cui si dovrebbe esprimere e concepire i propri pensieri filosofici, fondandosi su teorie matematiche che siano in grado di stabilire quantità ed esistenza delle cose mediante formule e numeri. Inoltre Descartes comprende l'esistenza di due categorie nettamente differenti ma unite tra loro: la res extensa e la res cogitans. Una si occupa di tutto ciò che ha una fine e che è imperfetto e misurabile (le cose, gli animali e l'uomo), mentre la res cogitans include ciò che è impalpabile, incomparabile e infinito (Dio e l'anima). Partendo da questi due principi Descartes analizzerà anche il composto anima-uomo e dirà che il corpo umano è un organo perfetto per il suo modo di vivere, ma sarebbe inutile senza quelle particolarità indefinibili che caratterizzano l'anima, personificazione della vita stessa.
Ispirandosi alle "idee" di Platone, Descartes elaborerà dei principi anche sui pensieri umani, e dirà che Dio è Colui che ha "dato una spinta al mondo per farlo partire", per poi lasciare il controllo di tutto all'uomo. Un altro fatto per cui Descartes è conosciuto è la sua frase Cogito ergo sum, la quale rappresenta il percorso (mai concluso) dell'uomo riguardo alla ricerca del metodo per comprendere, passo dopo passo, tutto ciò che lo circonda, munendosi dell'ingegno. Mediante il dubbio e lo scetticismo, Descartes è consapevole di avere una sola certezza: quella di pensare. Perciò, nel momento in cui egli pensa, significa che sta facendo qualcosa, e da qui deriva la certezza inconfutabile riguardo alla sua esistenza. Giunto alla fine del 1640, Descartes viene invitato a Stoccolma dalla regina Cristina di Svezia per approfondire le sue ricerche filosofiche. Tuttavia, le condizioni climatiche incredibilmente gelide e rigide, unite anche alle abitudini fredde e serrate degli svedesi, sconvolgono la salute di Descartes, il quale morirà ormai cinquantenne nel 1650.